# Lutèce
Lutèce is een historisch merk van motorfietsen. 
De bedrijfsnaam was George Cochot, gevestigd in Parijs, later P. Lacombe, Asnières-sur-Seine
De onderneming werd naar de Latijnse naam voor Parijs, in het Frans Lutèce genoemd en bouwde moderne, zware paralleltwins. Deze hadden 997- en 1016 cc blokmotoren en asaandrijving. Er werd bij Lutèce aan het einde een 98 cc tweetakt met riemaandrijving gemaakt. De productie liep van 1921 tot 1926